# NHL Entry Draft 2024

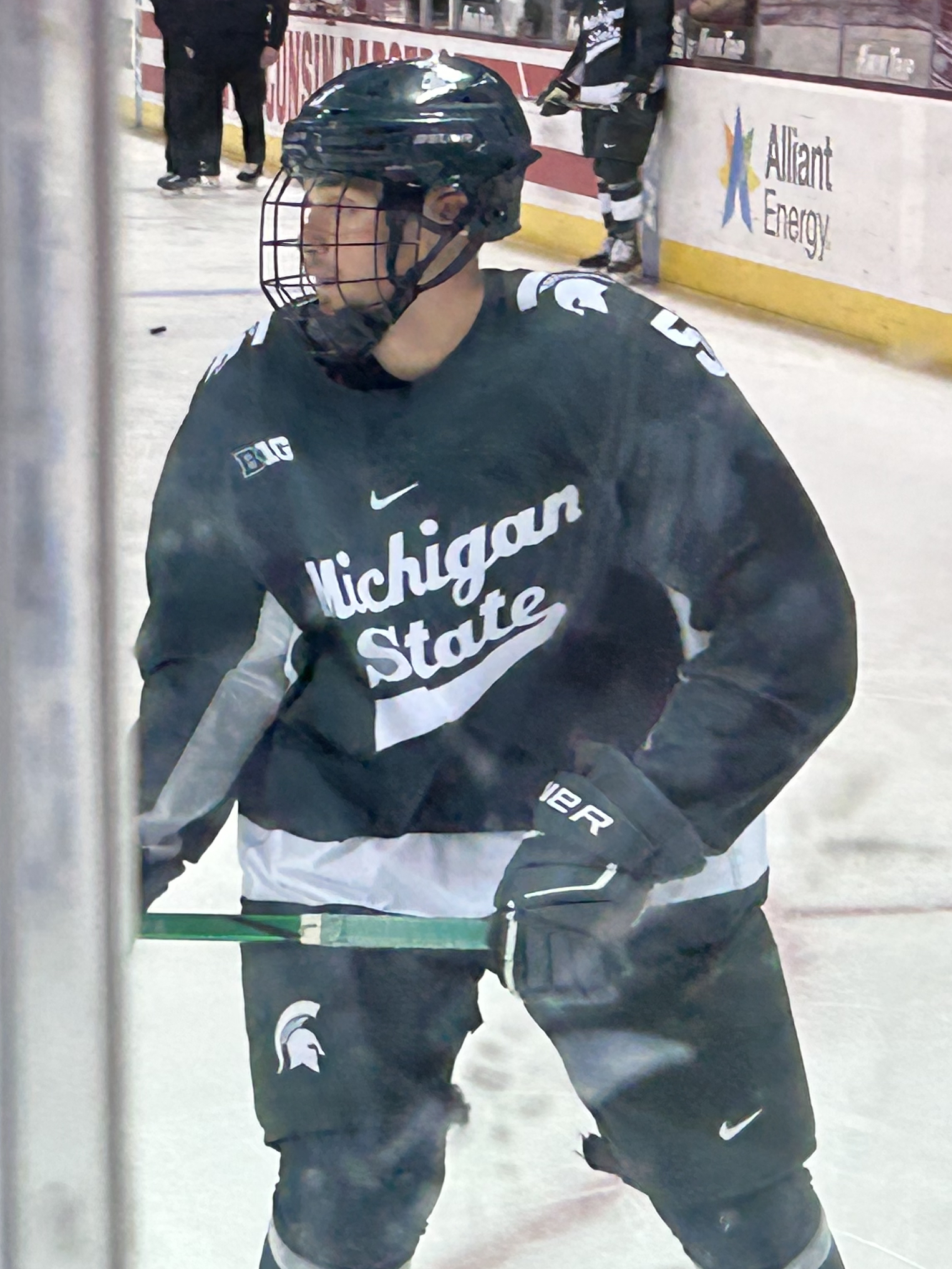
Artsiom Leŭsjunoŭ valdes av Chicago Blackhawks som andre spelare totalt.

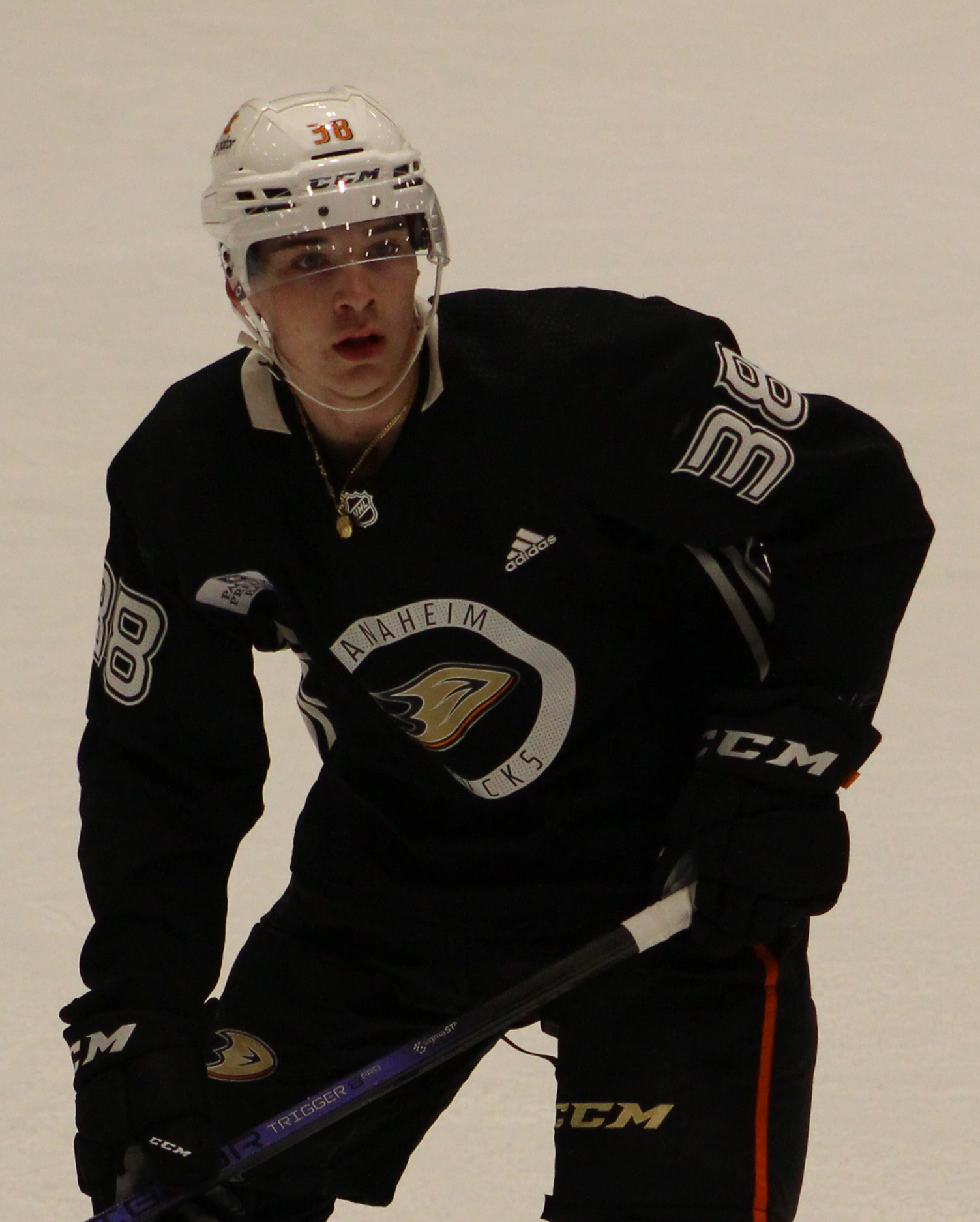
Beckett Sennecke valdes av Anaheim Ducks som tredje spelare totalt.

NHL Entry Draft 2024, officiellt som Upper Deck NHL Draft 2024, var den 62:a draften i nordamerikanska ishockeyligan National Hockey League och hölls den 28–29 juni 2024 i Sphere i Paradise, Nevada i USA.
Det blev den kanadensiske ishockeyforwarden Macklin Celebrini som valdes först.

## Spelare som var berättigade till att bli draftade
- Spelare som var födda mellan 1 januari 2004 och 15 september 2006 var berättigade till att bli draftade i detta års NHL Entry Draft.[5]
- Spelare som var födda 2003 men som inte var tidigare draftade och hade medborgarskap i ett land utanför Nordamerika, var också berättigade att bli draftade i årets NHL Entry Draft.[5]
- Spelare som var födda efter 30 juni 2004 och blev draftade i NHL Entry Draft 2021, men aldrig blev kontrakterade av sina draftade medlemsorganisationer kunde bli återdraftade i årets NHL Entry Draft.[5]

## Rankning inför draften

### Mittsäsongsrankingen
Den 12 januari 2024 presenterade NHL:s scoutorgan Central Scouting Bureau sin mittsäsongsrankning för de spelare som rankades högst att gå i draften i juni.
Spelarna var placerade efter vart de spelade under säsongen 2023–2024.
| #  | Nordamerikanska utespelare | Internationella utespelare    |
| -- | -------------------------- | ----------------------------- |
| 1  | Macklin Celebrini (C)      | Konsta Helenius (C)           |
| 2  | Artsiom Leŭsjunoŭ (B)      | Anton Silajev (B)             |
| 3  | Cayden Lindstrom (C)       | Ivan Demidov (HF)             |
| 4  | Zeev Buium (B)             | Adam Jiříček (B)              |
| 5  | Trevor Connelly (VF)       | Emil Hemming (HF)             |
| 6  | Carter Yakemchuk (B)       | Michael Brandsegg-Nygård (HF) |
| 7  | Sam Dickinson (B)          | Aron Kiviharju (B)            |
| 8  | Cole Eiserman (VF)         | Matvej Sjuravin (B)           |
| 9  | Berkly Catton (C)          | Igor Tjernisjov (VF)          |
| 10 | Zayne Parekh (B)           | Lucas Pettersson (C)          |

| # | Nordamerikanska målvakter | Internationella målvakter |
| - | ------------------------- | ------------------------- |
| 1 | Carter George             | Kim Saarinen              |
| 2 | Nicholas Kempf            | Eemil Vinni               |
| 3 | Ryerson Leenders          | Ilja Nabokov              |

### Slutlig ranking
Den 16 april 2024 presenterade Central Scouting Bureau sin slutgiltiga rankning för de spelare som rankades högst att gå i draften i juni.
Spelarna var placerade efter vart de spelade under säsongen 2023–2024.
| #  |   | Nordamerikanska utespelare |   | Europeiska utespelare         |
| -- | - | -------------------------- | - | ----------------------------- |
| 1  | ▬ | Macklin Celebrini (C)      | ▲ | Anton Silajev (B)             |
| 2  | ▬ | Artsiom Leŭsjunoŭ (B)      | ▲ | Ivan Demidov (HF)             |
| 3  | ▬ | Cayden Lindstrom (C)       | ▼ | Konsta Helenius (C)           |
| 4  | ▬ | Zeev Buium (B)             | ▬ | Adam Jiříček (B)              |
| 5  | ▲ | Zayne Parekh (B)           | ▲ | Michael Brandsegg-Nygård (HF) |
| 6  | ▼ | Trevor Connelly (VF)       | ▼ | Emil Hemming (HF)             |
| 7  | ▬ | Sam Dickinson (B)          | ▲ | Leo Sahlin Wallenius (B)      |
| 8  | ▲ | Berkly Catton (C)          | ▼ | Aron Kiviharju (B)            |
| 9  | ▲ | Tij Iginla (C)             | ▬ | Igor Tjernisjov (VF)          |
| 10 | ▲ | Michael Hage (C)           | ▲ | Linus Eriksson (C)            |

| # |   | Nordamerikanska målvakter |   | Internationella målvakter |
| - | - | ------------------------- | - | ------------------------- |
| 1 | ▲ | Michail Jegorov           | ▲ | Eemil Vinni               |
| 2 | ▼ | Carter George             | ▲ | Ilja Nabokov              |
| 3 | ▲ | Lukáš Matěcha             | ▼ | Kim Saarinen              |

## Draftlotteriet
Draftlotteriet som bekräftade draftordningen i första omgången i 2024 års NHL Entry Draft verkställdes tisdagen den 7 maj nordamerikansk tid. Det blev som förväntat att säsongens bottenlag San Jose Sharks vann första draftval i draften.

### Draftoddsen
Draftoddsen för 2024 års draftlotteri var följande:
| Laget som vann förstavalet i första rundan             |
| Laget som vann andravalet i första rundan              |
| Laget som vann tredjevalet i första rundan             |
| Lagen som inte vann något av toppvalen i första rundan |

| Slutplaceringen | Medlemsorganisation   | 1:a   | 2:a   | 3:e   | 4:e   | 5:e   | 6:e   | 7:e   | 8:e   | 9:e   | 10:e  | 11:e  | 12:e  | 13:e  | 14:e  | 15:e  | 16:e  |
| --------------- | --------------------- | ----- | ----- | ----- | ----- | ----- | ----- | ----- | ----- | ----- | ----- | ----- | ----- | ----- | ----- | ----- | ----- |
| 32:a            | San Jose Sharks       | 25,5% | 18,8% | 55,7% |       |       |       |       |       |       |       |       |       |       |       |       |       |
| 31:a            | Chicago Blackhawks    | 13,5% | 14,1% | 30,7% | 41,7% |       |       |       |       |       |       |       |       |       |       |       |       |
| 30:e            | Anaheim Ducks         | 11,5% | 11,2% | 7,8%  | 39,7% | 29,8% |       |       |       |       |       |       |       |       |       |       |       |
| 29:e            | Columbus Blue Jackets | 9,5%  | 9,5%  | 0,3%  | 15,4% | 44,6% | 20,8% |       |       |       |       |       |       |       |       |       |       |
| 28:e            | Montreal Canadiens    | 8,5%  | 8,6%  | 0,3%  |       | 24,5% | 44,0% | 14,2% |       |       |       |       |       |       |       |       |       |
| 27:e            | Utah Hockey Club      | 7,5%  | 7,7%  | 0,2%  |       |       | 34,1% | 41,4% | 9,1%  |       |       |       |       |       |       |       |       |
| 26:e            | Ottawa Senators       | 6,5%  | 6,7%  | 0,2%  |       |       |       | 44,4% | 36,5% | 5,6%  |       |       |       |       |       |       |       |
| 25:e            | Seattle Kraken        | 6,0%  | 6,2%  | 0,2%  |       |       |       |       | 54,4% | 30,0% | 3,2%  |       |       |       |       |       |       |
| 24:e            | Calgary Flames        | 5,0%  | 5,2%  | 0,2%  |       |       |       |       |       | 64,4% | 23,5% | 1,7%  |       |       |       |       |       |
| 23:e            | New Jersey Devils     | 3,5%  | 3,7%  | 0,1%  |       |       |       |       |       |       | 73,3% | 18,4% | 0,9%  |       |       |       |       |
| 22:a            | Buffalo Sabres        | 3,0%  | 3,2%  | 0,1%  |       |       |       |       |       |       |       | 79,9% | 13,4% | 0,5%  |       |       |       |
| 21:a            | Philadelphia Flyers   |       | 5,3%  |       |       |       |       |       |       |       |       |       | 85,7% | 8,9%  | 0,2%  |       |       |
| 20:e            | Minnesota Wild        |       |       | 4,3%  |       |       |       |       |       |       |       |       |       | 90,7% | 5,1%  | >0,0% |       |
| 19:e            | Pittsburgh Penguins   |       |       |       | 3,1%  |       |       |       |       |       |       |       |       |       | 94,7% | 2,1%  | >0,0% |
| 18:e            | Detroit Red Wings     |       |       |       |       | 1,1%  |       |       |       |       |       |       |       |       |       | 97,9% | 1,1%  |
| 17:e            | St. Louis Blues       |       |       |       |       |       | 1,0%  |       |       |       |       |       |       |       |       |       | 98,9% |

## Draftvalen

### Första valet
Den kanadensiske centerforwarden Macklin Celebrini var den spelare som förväntades gå som nummer ett i draften. De som förväntades slåss om att gå som nummer två var till största sannolikhet Anton Silajev och Artsiom Leŭsjunoŭ. Det blev som väntat att Celebrini gick som nummer ett och valdes av San Jose Sharks.

### Första rundan
Källa: 
| #  | Spelare                       | Nationalitet | Medlemsorganisation                                    | Universitets-/College-/Junior-/Klubblag |
| -- | ----------------------------- | ------------ | ------------------------------------------------------ | --------------------------------------- |
| 1  | Macklin Celebrini (C)         | Kanada       | San Jose Sharks                                        | Boston University Terriers (NCAA)       |
|    |                               |              |                                                        |                                         |
| 2  | Artsiom Leŭsjunoŭ (B)         | Belarus      | Chicago Blackhawks                                     | Michigan State Spartans (NCAA)          |
| 3  | Beckett Sennecke (HF)         | Kanada       | Anaheim Ducks                                          | Oshawa Generals (OHL)                   |
| 4  | Cayden Lindstrom (C)          | Kanada       | Columbus Blue Jackets                                  | Medicine Hat Tigers (WHL)               |
| 5  | Ivan Demidov (HF)             | Ryssland     | Montreal Canadiens                                     | SKA-1946 (MHL)                          |
| 6  | Tij Iginla (C)                | Kanada       | Utah Hockey Club                                       | Kelowna Rockets (WHL)                   |
| 7  | Carter Yakemchuk (B)          | Kanada       | Ottawa Senators                                        | Calgary Hitmen (WHL)                    |
| 8  | Berkly Catton (C)             | Kanada       | Seattle Kraken                                         | Spokane Chiefs (WHL)                    |
| 9  | Zayne Parekh (B)              | Kanada       | Calgary Flames                                         | Saginaw Spirit (OHL)                    |
| 10 | Anton Silajev (B)             | Ryssland     | New Jersey Devils                                      | Torpedo Nizjnij Novgorod (KHL)          |
| 11 | Sam Dickinson (B)             | Kanada       | San Jose Sharks (från Sabres)                          | London Knights (OHL)                    |
| 12 | Zeev Buium (B)                | USA          | Minnesota Wild (från Flyers)                           | Denver Pioneers (NCAA)                  |
| 13 | Jett Luchanko (C)             | Kanada       | Philadelphia Flyers (från Wild)                        | Guelph Storm (OHL)                      |
| 14 | Konsta Helenius (C)           | Finland      | Buffalo Sabres (från Penguins via Sharks)              | Jukurit (Liiga)                         |
| 15 | Michael Brandsegg-Nygård (HF) | Norge        | Detroit Red Wings                                      | Mora IK (Hockeyallsvenskan)             |
| 16 | Adam Jiříček (B)              | Tjeckien     | St. Louis Blues                                        | HC Škoda Plzeň (Extraliga)              |
| 17 | Terik Parascak (HF)           | Kanada       | Washington Capitals                                    | Prince George Cougars (WHL)             |
| 18 | Sacha Boisvert (C)            | Kanada       | Chicago Blackhawks (från Islanders)                    | Muskegon Lumberjacks (USHL)             |
| 19 | Trevor Connelly (VF)          | USA          | Vegas Golden Knights                                   | Tri-City Storm (USHL)                   |
| 20 | Cole Eiserman (VF)            | USA          | New York Islanders (från Lightning via Blackhawks)     | Team USA (USHL)                         |
| 21 | Michael Hage (C)              | Kanada       | Montreal Canadiens (från Kings)                        | Chicago Steel (USHL)                    |
| 22 | Jegor Surin (C)               | Ryssland     | Nashville Predators                                    | Loko Jaroslavl (MHL)                    |
| 23 | Stian Solberg (B)             | Norge        | Anaheim Ducks (från Maple Leafs)                       | Vålerenga Ishockey (EHL)                |
| 24 | Cole Beaudoin (C)             | Kanada       | Utah Hockey Club (från Avalanche)                      | Barrie Colts (OHL)                      |
| 25 | Dean Letourneau (C)           | Kanada       | Boston Bruins (från Bruins via Red Wings och Senators) | St. Andrew's College Saints             |
| 26 | Liam Greentree (HF)           | Kanada       | Los Angeles Kings (från Jets via Canadiens)            | Windsor Spitfires (OHL)                 |
| 27 | Marek Vanacker (VF)           | Kanada       | Chicago Blackhawks (från Hurricanes)                   | Brantford Bulldogs (OHL)                |
| 28 | Matvej Gridin (HF)            | Ryssland     | Calgary Flames (från Canucks)                          | Muskegon Lumberjacks (USHL)             |
| 29 | Emil Hemming (HF)             | Finland      | Dallas Stars                                           | HC TPS (Liiga)                          |
| 30 | E.J. Emery (B)                | USA          | New York Rangers                                       | Team USA (USHL)                         |
| 31 | Ben Danford (B)               | Kanada       | Toronto Maple Leafs (från Oilers via Ducks)            | Oshawa Generals (OHL)                   |
| 32 | Sam O'Reilly (HF)             | Kanada       | Edmonton Oilers (från Panthers via Flyers)             | London Knights (OHL)                    |

### Andra rundan
Källa: 
| #  | Spelare                  | Nationalitet | Medlemsorganisation                                                 | Universitets-/College-/Junior-/Klubblag |
| -- | ------------------------ | ------------ | ------------------------------------------------------------------- | --------------------------------------- |
| 33 | Igor Tjernisjov (VF)     | Ryssland     | San Jose Sharks                                                     | HK Dynamo Moskva (KHL)                  |
| 34 | Dominik Badinka (B)      | Tjeckien     | Carolina Hurricanes (från Blackhawks)                               | Malmö Redhawks (SHL)                    |
| 35 | Lucas Pettersson         | Sverige      | Anaheim Ducks                                                       | Modo Hockey (SHL)                       |
| 36 | Charlie Elick (B)        | Kanada       | Columbus Blue Jackets                                               | Brandon Wheat Kings (WHL)               |
| 37 | Alfons Freij (B)         | Sverige      | Winnipeg Jets (från Canadiens)                                      | Växjö Lakers HC (SHL)                   |
| 38 | Ilja Nabokov (MV)        | Ryssland     | Colorado Avalanche (från Utah Hockey Club)                          | Metallurg Magnitogorsk (KHL)            |
| 39 | Gabriel Eliasson (B)     | Sverige      | Ottawa Senators                                                     | HV71 (SHL)                              |
| 40 | Julius Miettinen (C)     | Finland      | Seattle Kraken                                                      | Everett Silvertips (WHL)                |
| 41 | Andrew Basha (VF)        | Kanada       | Calgary Flames                                                      | Medicine Hat Tigers (WHL)               |
| 42 | Adam Kleber (B)          | USA          | Buffalo Sabres (från Devils via Sharks)                             | Lincoln Stars (USHL)                    |
| 43 | Cole Hutson (B)          | USA          | Washington Capitals (från Sabres)                                   | Team USA (USHL)                         |
| 44 | Harrison Brunicke (B)    | Kanada       | Pittsburgh Penguins (från Flyers via Hurricanes)                    | Kamloops Blazers (WHL)                  |
| 45 | Ryder Ritchie (HF)       | Kanada       | Minnesota Wild                                                      | Prince Albert Raiders (WHL)             |
| 46 | Tanner Howe (VF)         | Kanada       | Pittsburgh Penguins                                                 | Regina Pats (WHL)                       |
| 47 | Max Plante (VF)          | USA          | Detroit Red Wings                                                   | Team USA (USHL)                         |
| 48 | Colin Ralph (B)          | USA          | St. Louis Blues                                                     | Shattuck-Saint Mary's Sabres            |
| 49 | Michail Jegorov (MV)     | Ryssland     | New Jersey Devils (från Capitals via Senators och Utah Hockey Club) | Omaha Lancers (USHL)                    |
| 50 | Nikita Artamonov (VF)    | Ryssland     | Carolina Hurricanes (från Islanders via Blackhawks)                 | Torpedo Nizjnij Novgorod (KHL)          |
| 51 | Jack Berglund (C)        | Sverige      | Philadelphia Flyers (kompensationsval)                              | Färjestads BK (SHL)                     |
| 52 | Leon Muggli (B)          | Schweiz      | Washington Capitals (från Golden Knights)                           | EV Zug (NL)                             |
| 53 | Leo Sahlin Wallenius (B) | Sverige      | San Jose Sharks (från Lightning via Predators och Red Wings)        | Växjö Lakers HC (SHL)                   |
| 54 | Jesse Pulkkinen (B)      | Finland      | New York Islanders (från Kings via Flyers och Blackhawks)           | JYP (Liiga)                             |
| 55 | Teddy Stiga (C)          | USA          | Nashville Predators                                                 | Team USA (USHL)                         |
| 56 | Lukas Fischer (B)        | USA          | St. Louis Blues (från Maple Leafs)                                  | Sarnia Sting (OHL)                      |
| 57 | Carter George (MV)       | Kanada       | Los Angeles Kings (från Avalanche via Canadiens)                    | Owen Sound Attack (OHL)                 |
| 58 | Linus Eriksson (C)       | Sverige      | Florida Panthers (från Bruins via Ducks och Maple Leafs)            | Djurgården Hockey (Hockeyallsvenskan)   |
| 59 | Spencer Gill (B)         | Kanada       | Philadelphia Flyers (från Jets och Predators)                       | Océanic de Rimouski (LHJMQ)             |
| 60 | Evan Gardner (MV)        | Kanada       | Columbus Blue Jackets (från Hurricanes)                             | Saskatoon Blades (WHL)                  |
| 61 | Kamil Bednarik (C)       | USA          | New York Islanders (från Canucks via Blackhawks)                    | Team USA (USHL)                         |
| 62 | Jacob Battaglia (HF)     | Kanada       | Calgary Flames (från Stars)                                         | Kingston Frontenacs (OHL)               |
| 63 | Nathan Villeneuve (C)    | Kanada       | Seattle Kraken (från Rangers)                                       | Sudbury Wolves (OHL)                    |
| 64 | Eemil Vinni (MV)         | Finland      | Edmonton Oilers                                                     | Joensuun Kiekko-Pojat (Mestis)          |
| 65 | Will Skahan (B)          | USA          | Utah Hockey Club (från Panthers)                                    | Team USA (USHL)                         |

### Tredje rundan
Källa: 
| #  | Spelare                 | Nationalitet | Medlemsorganisation                                                  | Universitets-/College-/Junior-/Klubblag |
| -- | ----------------------- | ------------ | -------------------------------------------------------------------- | --------------------------------------- |
| 66 | Maxim Massé (HF)        | Kanada       | Anaheim Ducks (från Sharks)                                          | Saguenéens de Chicoutimi (LHJMQ)        |
| 67 | John Mustard (C)        | Kanada       | Chicago Blackhawks                                                   | Waterloo Black Hawks (USHL)             |
| 68 | Ethan Procyszyn (C)     | Kanada       | Anaheim Ducks                                                        | North Bay Battalion (OHL)               |
| 69 | Noel Fransén (B)        | Sverige      | Carolina Hurricanes (från Blue Jackets)                              | Färjestads BK (SHL)                     |
| 70 | Aatos Koivu (C)         | Finland      | Montreal Canadiens                                                   | HC TPS (Liiga)                          |
| 71 | Brodie Ziemer (HF)      | USA          | Buffalo Sabres (från Utah Hockey Club via Avalanche)                 | Team USA (USHL)                         |
| 72 | A.J. Spellacy (HF)      | USA          | Chicago Blackhawks (från Senators)                                   | Windsor Spitfires (OHL)                 |
| 73 | Alexis Bernier (B)      | Kanada       | Seattle Kraken                                                       | Drakkar de Baie-Comeau (LHJMQ)          |
| 74 | Henry Mews (B)          | Kanada       | Calgary Flames                                                       | Ottawa 67's (OHL)                       |
| 75 | Illja Protas (VF)       | Belarus      | Washington Capitals (från Devils)                                    | Des Moines Buccaneers (USHL)            |
| 76 | William Zellers (VF)    | USA          | Colorado Avalanche (från Sabres)                                     | Shattuck St. Mary's Sabres              |
| 77 | Viggo Gustafsson (B)    | Sverige      | Nashville Predators (från Flyers)                                    | HV71 (SHL)                              |
| 78 | Logan Sawyer (C)        | Kanada       | Montreal Canadiens (från Wild via Capitals)                          | Brooks Bandits (AJHL)                   |
| 79 | Tarin Smith (B)         | Kanada       | Anaheim Ducks (från Penguins)                                        | Everett Silvertips (WHL)                |
| 80 | Ondřej Becher (C)       | Tjeckien     | Detroit Red Wings                                                    | Prince George Cougars (WHL)             |
| 81 | Ondrej Kos (VF)         | Tjeckien     | St. Louis Blues                                                      | Koovee (Mestis)                         |
| 82 | Carson Wetsch (HF)      | Kanada       | San Jose Sharks (från Capitals via Devils)                           | Calgary Hitmen (WHL)                    |
| 83 | Pavel Majsevitj (MV)    | Belarus      | Vegas Golden Knights (från Islanders via Maple Leafs och Capitals)   | SKA-Neva (VHL)                          |
| 84 | Kirill Zarubin (MV)     | Ryssland     | Calgary Flames (från Golden Knights via Penguins och Golden Knights) | AKM Tula (MHL)                          |
| 85 | Kasper Pikkarainen (HF) | Finland      | New Jersey Devils (från Lightning via Sharks)                        | HC TPS (Liiga)                          |
| 86 | Luca Marrelli (B)       | Kanada       | Columbus Blue Jackets (från Kings)                                   | Oshawa Generals (OHL)                   |
| 87 | Miguel Marques (HF)     | Kanada       | Nashville Predators                                                  | Lethbridge Hurricanes (WHL)             |
| 88 | Kim Saarinen (MV)       | Finland      | Seattle Kraken (från Maple Leafs)                                    | HPK (Liiga)                             |
| 89 | Tomas Lavoie (B)        | Kanada       | Utah Hockey Club (från Avalanche)                                    | Cape Breton Eagles (LHJMQ)              |
| 90 | Ēriks Mateiko (VF)      | Lettland     | Washington Capitals (från Bruins)                                    | Saint John Sea Dogs (LHJMQ)             |
| 91 | Herman Träff (HF)       | Sverige      | New Jersey Devils (från Jets)                                        | HV71 (SHL)                              |
| 92 | Jack Pridham (HF)       | Kanada       | Chicago Blackhawks (från Hurricanes)                                 | West Kelowna Warriors (BCHL)            |
| 93 | Melvin Fernström (HF)   | Sverige      | Vancouver Canucks                                                    | Örebro HK (SHL)                         |
| 94 | Hiroki Gojsic (HF)      | Kanada       | Nashville Predators (från Stars)                                     | Kelowna Rockets (WHL)                   |
| 95 | Adam Jecho (C)          | Tjeckien     | St. Louis Blues (från Rangers)                                       | Edmonton Oil Kings (WHL)                |
| 96 | Veeti Väisänen (B)      | Finland      | Utah Hockey Club (från Oilers)                                       | Kookoo (Liiga)                          |
| 97 | Matvej Sjuravin (B)     | Ryssland     | Florida Panthers                                                     | Krasnaja Armija Moskva (MHL)            |

### Fjärde rundan
Källa: 
| #   | Spelare                  | Nationalitet | Medlemsorganisation                                      | Universitets-/College-/Junior-/Klubblag |
| --- | ------------------------ | ------------ | -------------------------------------------------------- | --------------------------------------- |
| 98  | Gregor Biber (B)         | Österrike    | Utah Hockey Club (från Sharks)                           | Rögle BK (SHL)                          |
| 99  | Jakub Milota (MV)        | Tjeckien     | Nashville Predators (från Blackhawks via Lightning)      | Cape Breton Eagles (LHJMQ)              |
| 100 | Alexandre Blais (C)      | Kanada       | Anaheim Ducks                                            | Océanic de Rimouski (LHJMQ)             |
| 101 | Tanner Henricks (B)      | USA          | Columbus Blue Jackets                                    | Lincoln Stars (USHL)                    |
| 102 | Owen Protz (B)           | Kanada       | Montreal Canadiens                                       | Brantford Bulldogs (OHL)                |
| 103 | Gabe Smith (C)           | Kanada       | Utah Hockey Club                                         | Moncton Wildcats (LHJMQ)                |
| 104 | Lucas Ellinas (VF)       | Kanada       | Ottawa Senators                                          | Kitchener Rangers (OHL)                 |
| 105 | Ollie Josephson (C)      | Kanada       | Seattle Kraken                                           | Red Deer Rebels (WHL)                   |
| 106 | Trevor Hoskin (HF)       | Kanada       | Calgary Flames                                           | Cobourg Cougars (OJHL)                  |
| 107 | Heikki Ruohonen (C)      | Finland      | Philadelphia Flyers (från Devils via Canucks och Flames) | Esbo Blues (Liiga)                      |
| 108 | Luke Osburn (B)          | USA          | Buffalo Sabres                                           | Youngstown Phantoms (USHL)              |
| 109 | Kevin He (VF)            | Kanada       | Winnipeg Jets (från Flyers via Sabres)                   | Niagara Icedogs (OHL)                   |
| 110 | Elliott Groenewold (B)   | USA          | Boston Bruins (från Wild)                                | Cedar Rapids Roughriders (USHL)         |
| 111 | Chase Pietila (B)        | USA          | Pittsburgh Penguins                                      | Michigan Tech Huskies (NCAA)            |
| 112 | Javon Moore (VF)         | USA          | Ottawa Senators (från Red Wings)                         | Minnetonka Skippers                     |
| 113 | Tomas Mrsic (C)          | Kanada       | St. Louis Blues                                          | Medicine Hat Tigers (WHL)               |
| 114 | Nicholas Kampf (MV)      | USA          | Washington Capitals                                      | Team USA (USHL)                         |
| 115 | Dimitrij Garnzin (MV)    | Ryssland     | New York Islanders                                       | HK CSKA Moskva (KHL)                    |
| 116 | Christian Kirsch (MV)    | Schweiz      | San Jose Sharks (från Golden Knights)                    | EV Zug (NL)                             |
| 117 | Blake Montgomery (VF)    | USA          | Ottawa Senators (från Lightning)                         | Lincoln Stars (USHL)                    |
| 118 | Jan Goličič (B)          | Slovenien    | Tampa Bay Lightning (från Kings)                         | Olympiques de Gatineau (LHJMQ)          |
| 119 | Raoul Boilard (C)        | Kanada       | New York Rangers (från Predators)                        | Drakkar de Baie-Comeau (LHJMQ)          |
| 120 | Victor Johansson (B)     | Sverige      | Toronto Maple Leafs                                      | Leksands IF (SHL)                       |
| 121 | Jake Fisher (C)          | USA          | Colorado Avalanche                                       | Fargo Force (USHL)                      |
| 122 | Aron Kiviharju (B)       | Finland      | Minnesota Wild (från Bruins)                             | HIFK Hockey (Liiga)                     |
| 123 | Simon-Pier Brunet (B)    | Kanada       | Buffalo Sabres (från Jets)                               | Voltigeurs de Drummondville (LHJMQ)     |
| 124 | Aleksandr Sirjatskij (B) | Ryssland     | Carolina Hurricanes                                      | Stalnye Lisy Magnitogorsk (MHL)         |
| 125 | Riley Patterson (C)      | Kanada       | Vancouver Canucks                                        | Barrie Colts (OHL)                      |
| 126 | Landon Miller (MV)       | Kanada       | Detroit Red Wings (från Stars)                           | Sault Ste. Marie Greyhounds (OHL)       |
| 127 | Viktor Norringer (VF)    | Sverige      | Nashville Predators (från Rangers)                       | Frölunda HC (SHL)                       |
| 128 | Hagen Burrows (HF)       | USA          | Tampa Bay Lightning (från Oilers via Predators)          | Minnetonka Skippers                     |
| 129 | Simon Zether (C)         | Sverige      | Florida Panthers                                         | Rögle BK (SHL)                          |

### Femte rundan
Källa: 
| #   | Spelare                    | Nationalitet | Medlemsorganisation                                     | Universitets-/College-/Junior-/Klubblag |
| --- | -------------------------- | ------------ | ------------------------------------------------------- | --------------------------------------- |
| 130 | Tyler Thorpe (HF)          | Kanada       | Montreal Canadiens (från Sharks)                        | Vancouver Giants (WHL)                  |
| 131 | Colton Roberts (B)         | Kanada       | Chicago Blackhawks                                      | Vancouver Giants (WHL)                  |
| 132 | Louka Cloutier (MV)        | Kanada       | Colorado Avalanche (från Ducks)                         | Chicago Steel (USHL)                    |
| 133 | Oskar Vuollet (VF)         | Sverige      | Carolina Hurricanes (från Blue Jackets)                 | Skellefteå AIK (SHL)                    |
| 134 | Mikus Vecvanags (VF)       | Lettland     | Montreal Canadiens                                      | HS Rīga (LVHC)                          |
| 135 | Owen Allard (C)            | Kanada       | Utah Hockey Club                                        | Sault Ste. Marie Greyhounds (OHL)       |
| 136 | Eerik Wallenius (B)        | Finland      | Ottawa Senators                                         | HPK (Liiga)                             |
| 137 | Ivan Junin (MV)            | Ryssland     | Colorado Avalanche (från Kraken)                        | Omskie Jastreby (MHL)                   |
| 138 | Joel Svensson (C)          | Sverige      | Chicago Blackhawks (från Flames)                        | Växjö Lakers HC (SHL)                   |
| 139 | Max Graham (C)             | Kanada       | New Jersey Devils                                       | Kelowna Rockets (WHL)                   |
| 140 | Sebastian Soini (B)        | Finland      | Minnesota Wild (från Sabres)                            | Koovee (Mestis)                         |
| 141 | Clarke Caswell (VF)        | Kanada       | Seattle Kraken (från Flyers via Panthers)               | Swift Current Broncos (WHL)             |
| 142 | Chase Wutzke (MV)          | Kanada       | Minnesota Wild                                          | Red Deer Rebels (WHL)                   |
| 143 | Nate Misskey (B)           | Kanada       | San Jose Sharks (från Penguins)                         | Victoria Royals (WHL)                   |
| 144 | John Whipple (B)           | USA          | Detroit Red Wings                                       | Team USA (USHL)                         |
| 145 | William McIsaac (B)        | Kanada       | St. Louis Blues                                         | Spokane Chiefs (WHL)                    |
| 146 | Veeti Louhivaara (MV)      | Finland      | New Jersey Devils (från Capitals)                       | JYP (Liiga)                             |
| 147 | Marcus Gidlöf (MV)         | Sverige      | New York Islanders                                      | Leksands IF (SHL)                       |
| 148 | Noah Powell (HF)           | USA          | Philadelphia Flyers (från Golden Knights)               | Dubuque Fighting Saints (USHL)          |
| 149 | Joona Saarelainen (C)      | Finland      | Tampa Bay Lightning                                     | Kalevan Pallo (Liiga)                   |
| 150 | Luke Misa (C)              | Kanada       | Calgary Flames (från Kings via Flyers)                  | Mississauga Steelheads (OHL)            |
| 151 | Miroslav Holinka (C)       | Tjeckien     | Toronto Maple Leafs (från Predators via Blackhawks)     | HC Oceláři Třinec                       |
| 152 | Aleksandr Plesovskich (VF) | Ryssland     | Toronto Maple Leafs                                     | Mamonty Jugry (MHL)                     |
| 153 | Aleš Čech (B)              | Tjeckien     | Utah Hockey Club (från Avalanche via Sharks och Devils) | BK Mladá Boleslav (Extraliga)           |
| 154 | Jonathan Morello (C)       | Kanada       | Boston Bruins                                           | St. Michael's Buzzers (OJHL)            |
| 155 | Markus Loponen (C)         | Finland      | Winnipeg Jets                                           | Oulun Kärpät (Liiga)                    |
| 156 | Justin Poirier (HF)        | Kanada       | Carolina Hurricanes                                     | Drakkar de Baie-Comeau (LHJMQ)          |
| 157 | Timofej Obvintsev (MV)     | Ryssland     | Toronto Maple Leafs (från Canucks)                      | Krasnaja Armija Moskva (MHL)            |
| 158 | Niilopekka Muhonen (B)     | Finland      | Dallas Stars                                            | Kalpa (Finland)                         |
| 159 | Nathan Aspinall (VF)       | Kanada       | New York Rangers                                        | Flint Firebirds (OHL)                   |
| 160 | Connor Clattenburg (VF)    | Kanada       | Edmonton Oilers                                         | Flint Firebirds (OHL)                   |
| 161 | Maxmilian Curran (C)       | Tjeckien     | Colorado Avalanche (från Panthers via Sabres)           | Tri-City Americans (WHL)                |

### Sjätte rundan
Källa: 
| #   | Spelare                | Nationalitet | Medlemsorganisation                         | Universitets-/College-/Junior-/Klubblag |
| --- | ---------------------- | ------------ | ------------------------------------------- | --------------------------------------- |
| 162 | Anthony Romani (HF)    | Kanada       | Vancouver Canucks (från Sharks)             | North Bay Battalion (OHL)               |
| 163 | Ty Henry (B)           | Kanada       | Chicago Blackhawks                          | Erie Otters (OHL)                       |
| 164 | Jared Woolley (B)      | Kanada       | Los Angeles Kings (från Ducks)              | London Knights (OHL)                    |
| 165 | Luke Ashton (B)        | Kanada       | Columbus Blue Jackets                       | Langley Rivermen (BCHL)                 |
| 166 | Ben Merrill (C)        | USA          | Montreal Canadiens                          | St. Sebastian's Arrows                  |
| 167 | Vojtěch Hradec (C)     | Tjeckien     | Utah Hockey Club                            | BK Mladá Boleslav (Extraliga)           |
| 168 | Timur Kol (B)          | Ryssland     | Carolina Hurricanes (från Senators)         | Omskie Jastreby (MHL)                   |
| 169 | Stepan Gorbunov (C)    | Ryssland     | Florida Panthers (från Kraken)              | Belye Medvedi (MHL)                     |
| 170 | Hunter Laing (C)       | Kanada       | Calgary Flames                              | Prince George Cougars (WHL)             |
| 171 | Matyáš Melovský (C)    | Tjeckien     | New Jersey Devils                           | Drakkar de Baie-Comeau (LHJMQ)          |
| 172 | Patrick Geary (B)      | USA          | Buffalo Sabres                              | Michigan State Spartans (NCAA)          |
| 173 | Ilja Pautov (HF)       | Ryssland     | Philadelphia Flyers                         | Krasnaja Armija Moskva (MHL)            |
| 174 | Stevie Leskovar (B)    | Kanada       | Minnesota Wild                              | Mississauga Steelheads (OHL)            |
| 175 | Joona Väisänen (B)     | Finland      | Pittsburgh Penguins                         | Dubuque Fighting Saints (USHL)          |
| 176 | Charlie Forslund (VF)  | Sverige      | Detroit Red Wings                           | Falu IF (Hockeyettan)                   |
| 177 | Eric Jamieson (B)      | Kanada       | Calgary Flames (från Blues via Flyers)      | Everett Silvertips (WHL)                |
| 178 | Petr Sikora (C)        | Tjeckien     | Washington Capitals                         | HC Oceláři Třinec (Extraliga)           |
| 179 | Xavier Veilleux (B)    | Kanada       | New York Islanders                          | Muskegon Lumberjacks (USHL)             |
| 180 | Trent Sawick (VF)      | Kanada       | Vegas Golden Knights                        | Kitchener Rangers (OHL)                 |
| 181 | Kaden Pitre (C)        | Kanada       | Tampa Bay Lightning                         | Flint Firebirds (OHL)                   |
| 182 | Austin Burnevik (HF)   | USA          | Anaheim Ducks (från Kings)                  | Madison Capitols (USHL)                 |
| 183 | Albin Sundin (B)       | Sverige      | Edmonton Oilers (från Predators)            | Frölunda HC (SHL)                       |
| 184 | Roman Sjochrin (B)     | Ryssland     | Carolina Hurricanes (från Maple Leafs)      | Loko Jaroslavl (MHL)                    |
| 185 | Tory Pitner (B)        | USA          | Colorado Avalanche                          | Youngstown Phantoms (USHL)              |
| 186 | Loke Johansson (B)     | Sverige      | Boston Bruins                               | AIK Ishockey (Hockeyallsvenskan)        |
| 187 | Kieron Walton (C)      | Kanada       | Winnipeg Jets                               | Sudbury Wolves (OHL)                    |
| 188 | Fjodor Avramov (VF)    | Ryssland     | Carolina Hurricanes                         | Kapitan Stupino (MHL)                   |
| 189 | Parker Alcos (B)       | Kanada       | Vancouver Canucks                           | Edmonton Oil Kings (WHL)                |
| 190 | Ludvig Lafton (B)      | Norge        | Utah Hockey Club (från Stars via Predators) | Färjestads BK (SHL)                     |
| 191 | Rico Gredig (VF)       | Schweiz      | New York Rangers                            | HC Davos (NL)                           |
| 192 | Dalyn Wakely (C)       | Kanada       | Edmonton Oilers                             | North Bay Battalion (OHL)               |
| 193 | Hunter St. Martin (VF) | Kanada       | Florida Panthers                            | Medicine Hat Tigers (WHL)               |

### Sjunde rundan
Källa: 
| #   | Spelare                   | Nationalitet | Medlemsorganisation                                          | Universitets-/College-/Junior-/Klubblag |
| --- | ------------------------- | ------------ | ------------------------------------------------------------ | --------------------------------------- |
| 194 | Jaroslav Korosteljov (MV) | Ryssland     | San Jose Sharks                                              | SKA-1946 (MHL)                          |
| 195 | Joe Connor (VF)           | USA          | Tampa Bay Lightning (från Blackhawks)                        | Muskegon Lumberjacks (USHL)             |
| 196 | William Nicholl (C)       | Kanada       | Edmonton Oilers (från Ducks)                                 | London Knights (OHL)                    |
| 197 | Lucas Van Vliet (C)       | USA          | Vegas Golden Knights (från Blue Jackets)                     | Team USA (USHL)                         |
| 198 | James Reeder (HF)         | USA          | Los Angeles Kings (från Canadiens)                           | Dubuque Fighting Saints (USHL)          |
| 199 | Noah Steen (VF)           | Norge        | Tampa Bay Lightning (från Utah Hockey Club)                  | Mora IK (Hockeyallsvenskan)             |
| 200 | Matthew Lahey (B)         | Kanada       | Toronto Maple Leafs (från Senators)                          | Nanaimo Clippers (BCHL)                 |
| 201 | Denis Gabdrachmanov (MV)  | Ryssland     | Florida Panthers (från Kraken)                               | Tiomenskij Legion (MHL)                 |
| 202 | Jakub Fibigr (B)          | Tjeckien     | Seattle Kraken (från Flames)                                 | Mississauga Steelheads (OHL)            |
| 203 | Austin Baker (VF)         | USA          | Detroit Red Wings (från Devils via Sharks)                   | Team USA (USHL)                         |
| 204 | Vasilij Zelenov (HF)      | Ryssland     | Buffalo Sabres                                               | RB Hockey Juniors                       |
| 205 | Austin Moline (B)         | USA          | Philadelphia Flyers                                          | Shattuck St. Mary's Sabres              |
| 206 | Harrison Meneghin (MV)    | Kanada       | Tampa Bay Lightning (från Wild)                              | Lethbridge Hurricanes (WHL)             |
| 207 | Mac Swanson (C)           | USA          | Pittsburgh Penguins                                          | Fargo Force (USHL)                      |
| 208 | Fisher Scott (B)          | USA          | Detroit Red Wings                                            | Dubuque Fighting Saints (USHL)          |
| 209 | Antonine Dorion (C)       | Kanada       | St. Louis Blues                                              | Remparts de Québec (LHJMQ)              |
| 210 | Makar Chanin (HF)         | Ryssland     | Montreal Canadiens (från Capitals)                           | HK Dynamo Sankt Petersburg (VHL)        |
| 211 | Matvej Korotkij (C)       | Ryssland     | St. Louis Blues (från Islanders)                             | SKA-1946 (MHL)                          |
| 212 | Miroslav Šatan Jr. (C)    | Slovakien    | Washington Capitals (från Golden Knights)                    | HC Slovan Bratislava (Extraliga)        |
| 213 | Erik Påhlsson (C)         | Sverige      | Nashville Predators (från Lightning)                         | Dubuque Fighting Saints (USHL)          |
| 214 | Darels Uļjanskis (B)      | Lettland     | Anaheim Ducks (från Kings)                                   | AIK Ishockey (Hockeyallsvenskan)        |
| 215 | Christian Humphreys (C)   | USA          | Colorado Avalanche (från Predators via Devils)               | Team USA (USHL)                         |
| 216 | Sam McCue (VF)            | Kanada       | Toronto Maple Leafs                                          | Owen Sound Attack (OHL)                 |
| 217 | Nikita Prisjtjerov (C)    | Ryssland     | Colorado Avalanche (från Avalanche via Devils och Predators) | Tigres de Victoriaville (LHJMQ)         |
| 218 | Bauer Berry (B)           | USA          | Edmonton Oilers (från Bruins via Utah Hockey Club)           | Muskegon Lumberjacks (USHL)             |
| 219 | Ryerson Leenders (MV)     | Kanada       | Buffalo Sabres (från Jets)                                   | Mississauga Steelheads (OHL)            |
| 220 | Andrej Krutov (VF)        | Ryssland     | Carolina Hurricanes                                          | Tjajka Nizjnij Novgorod (MHL)           |
| 221 | Basile Sansonnens (B)     | Schweiz      | Vancouver Canucks                                            | Fribourg-Gottéron (NL)                  |
| 222 | William Samuelsson (C)    | Sverige      | Dallas Stars                                                 | Södertälje SK (Hockeyallsvenskan)       |
| 223 | Finn Harding (B)          | Kanada       | Pittsburgh Penguins (från Rangers)                           | Mississauga Steelheads (OHL)            |
| 224 | Rasmus Bergqvist (B)      | Sverige      | Montreal Canadiens (från Oilers)                             | Skellefteå AIK (SHL)                    |
| 225 | Nathan Mayes (B)          | Kanada       | Toronto Maple Leafs (från Panthers)                          | Spokane Chiefs (WHL)                    |

## Draftade spelare per nationalitet
| #  | Nationalitet | Antal draftval | %     |
|    | Nordamerika  | 128            | 56,9% |
| -- | ------------ | -------------- | ----- |
| 1  | Kanada       | 89             | 39,6% |
| 2  | USA          | 39             | 17,3% |
|    | Europa       | 97             | 43,1% |
| 3  | Ryssland     | 27             | 12,0% |
| 4  | Sverige      | 22             | 9,8%  |
| 5  | Finland      | 18             | 8,0%  |
| 6  | Tjeckien     | 13             | 5,8%  |
| 7  | Norge        | 4              | 1,8%  |
| 8  | Schweiz      | 4              | 1,8%  |
| 9  | Belarus      | 3              | 1,3%  |
| 10 | Lettland     | 3              | 1,3%  |
| 11 | Slovakien    | 1              | 0,4%  |
| 12 | Slovenien    | 1              | 0,4%  |
| 13 | Österrike    | 1              | 0,4%  |